# ستانلي كلارك (مدرب خيول)
ستانلي كلارك (بالإنجليزية: Stanley Clarke)‏ هو مدرب خيول بريطاني، ولد في 7 يونيو 1933 في Stapenhill ‏ في المملكة المتحدة، وتوفي في 19 سبتمبر 2004 في Barton-under-Needwood ‏ في المملكة المتحدة بسبب سرطان القولون.